# 京橋郵便局
京橋郵便局（きょうばしゆうびんきょく）は、東京都中央区にある郵便局。民営化前の分類では集配普通郵便局であった。

## 概要
住所：〒104-8799 東京都中央区築地4-2-2

### 併設施設
- 郵便審査事務センター（局所コード：009070）[1]
- 国際郵便業務品質管理センター（局所コード：009140）[2]
- 債権管理センター（局所コード：009190）[2]
- 東日本第一金融コンタクトセンター（局所コード：019780）[2]
- ゆうちょ銀行京橋店（本店京橋出張所）：取扱店番号010830

### 分室
- 晴海郵便局京橋分室 （局所コード：017950）[3]
- 築地分室 - 1965年（昭和40年）に廃止。

## 沿革
- 1904年（明治37年）3月31日 - 東京京橋郵便局（二等）として京橋区銀座一丁目に開設[4]。
- 1906年（明治39年）1月1日 - 京橋郵便局に改称[4]。
- 1948年（昭和23年）12月1日 - 銀座郵便局の閉鎖[5]に伴い、取扱事務を承継[6]。
- 1948年（昭和23年）12月16日 - 中央区築地五丁目に築地分室を設置[7]。
- 1950年（昭和25年）1月29日 - 西銀座郵便局の閉鎖[8]に伴い、取扱事務を承継。
- 1962年（昭和37年）3月3日 - 電話通話業務を開始。
- 1965年（昭和40年）4月1日 - 築地分室を廃止。代替として、同日、中央築地郵便局が設置された。
- 1993年（平成5年）7月1日 - 外国通貨の両替および旅行小切手の売買に関する業務の取扱を開始。
- 2007年（平成19年）10月1日 - 民営化に伴い、併設された郵便事業京橋支店、ゆうちょ銀行京橋店、かんぽ生命保険京橋支店に一部業務を移管。
- 2008年（平成20年）6月1日 - かんぽ生命保険京橋支店を日本橋支店に統合、廃止。
- 2010年（平成22年）3月23日 - 郵便事業京橋支店が晴海に移転し、郵便事業晴海支店（現・晴海郵便局）に改称。それに伴い、当局に併設して郵便事業晴海支店京橋分室を設置。
- 2012年（平成24年）10月1日 - 日本郵便株式会社の発足に伴い、郵便事業晴海支店京橋分室が晴海郵便局京橋分室となる。

## 取扱内容

### 京橋郵便局
- 郵便、印紙、ゆうパック、内容証明
- 生命保険、バイク自賠責保険、自動車保険、がん保険、引受条件緩和型医療保険 - 平日18時まで営業。

### 晴海郵便局京橋分室
- ゆうゆう窓口

### ゆうちょ銀行京橋店
- 貯金、貸付、為替、振替、振込、国際送金、外貨両替、国債、投資信託、変額年金保険 - 平日18時まで営業。
- ATM

## 風景印
- 図案は『銀座の街』・『歌舞伎『助六』』
- 使用開始日は1975年（昭和50年）7月1日

### 過去の風景印
- 1951年（昭和26年）1月10日 - 1975年（昭和50年）6月30日
  - 図案は『築地本願寺』・『銀座の街並み』・『柳』

## 周辺
- 築地本願寺
- 歌舞伎座
- 新橋演舞場
- 銀座松竹スクエア
- 国立がん研究センター中央病院
- 時事通信社本社
- 七十七銀行東京支店

## アクセス
- 都営浅草線、東京メトロ日比谷線 東銀座駅より徒歩約4分
- 都営バス 築地停留所下車
- 駐車場あり：3台